# Edina (keresztnév)
Az Edina valószínűleg germán–latin eredetű női név, a legvalószínűbb, hogy az Éda alakváltozata, de lehet, hogy az Edna névből ered.

## Rokon nevek
Adina, Éda, Edit, Edda, Ditte, Ditta, Dina

## Gyakorisága
Az 1990-es években gyakori név, 2003-ban a 86. leggyakoribb női név volt, azóta nem szerepel az első százban.

## Névnapok
- február 26.[2] (szökőévben február 27.)

## Híres Edinák
„Edina” utónevű személyek szócikkeinek listája a Wikidata alapján